# Midgård (Tolkien)
Midgård, engelska Middle-earth, är den östra av de två kontinenter i Arda där handlingen i J.R.R. Tolkiens mytologi utspelar sig. 
Samtidigt som Tolkien skrev sina texter om hober, alver, orker med flera ritade han kartor över Midgård. Han gjorde även detaljerade beräkningar för tid och avstånd, vindriktning och månens faser. Läsarna skulle kunna gå rakt in i sagan och känna att den var verklig. Efter hand läste han avsnitten högt för sin vän, författaren C.S. Lewis.
Det tog lång tid att arbeta så noggrant. Tolkien började skriva Ringarnas herre 1937 och först 13 år senare var den någorlunda färdig. Verket blev till slut så omfattande att bokförlaget gav ut det i tre delar: Ringens brödraskap, De två tornen och Konungens återkomst.

## Etymologi
Sagan om ringen (även utgiven som Ringarnas herre och Härskarringen) utspelar sig i Midgård och Tolkien valde det namnet för att han var fascinerad av den fornnordiska mytologin, där människornas värld heter just Midgård. Middle-earth är en rak översättning av "Midgård" (fornengelska Middangeard, fornnordiska Miðgarðr) till modern engelska. På quenya och sindarin, de två konstgjorda språk som i Tolkiens böcker främst talas av högalver och gråalver, omtalas Midgård som Endor (eller Endórë) respektive Ennor. Dessa namn är alla sammansatta av respektive alvspråks ord för "mitt-" (eller "central-" etc) och "land".

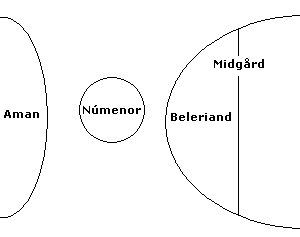
Schematisk bild av kontinenterna i Arda. Beleriand, Midgårds västra del, dränktes i havet i slutet av första åldern. Númenor existerade bara under andra åldern. I slutet av andra åldern flyttades Aman bort från världen.

## Platser i Midgård
- Adorn är en biflod till floden Isen (se Isengård) i Ringarnas herre. Floderna utgjorde tillsammans, den naturliga, västra gränsen till konungariket Rohan i Tolkiens Midgård.
- Erebor är det berg och fäste dvärgarna länge höll i besittning. Erebor är sindarin och betyder "ensamma berget" eller "ensliga berget", och ligger nordöst om Rhovanion.